# Illunnguit (Insel)
Illunnguit (nach alter Rechtschreibung Igdlúnguit; „kleine Häuser“) ist eine grönländische Insel im Distrikt Upernavik in der Avannaata Kommunia.

## Geografie
Illunnguit liegt südwestlich von Anarti, westlich von Tasiusaq und nordwestlich von Kangaarsuk. Westlich von Illunnguit liegen zahlreiche kleine Nebeninseln. Die höchste Erhebung ist ein unbenannter Punkt mit einer Höhe von 310 mim Südosten der Insel.

## Archäologische Spuren
Im Nordosten und Südosten der Insel wurden nicht genauer untersuchte Überreste früherer Besiedelung gefunden.